# Rijksplanologische Dienst
De Rijksplanologische Dienst (RPD) was een rijksinspectie op het gebied van de ruimtelijke ordening. De dienst bestond tussen 1966 en 2001. De RPD werd opgericht als opvolger van de Rijksdienst voor het Nationale Plan (1942-1965).

## Rijksplanologische Dienst
De Rijksplanologische Dienst bestond uit vier regionale inspecties met ieder een eigen Rijksinspecteur. De vier Rijksinspecteurs adviseerden de minister die was belast met de ruimtelijke ordening. Ook stonden de Rijksinspecteurs de minister bij bij de voorbereiding van het regeringsbeleid inzake de ruimtelijke ordening. Daartoe verrichtte de RPD onderzoek. 
Ook controleerde de dienst of gemeenten de voorschriften uit de Wet op de Ruimtelijke Ordening (WRO) en krachtens deze wet de uitgevaardigde voorschriften correct uitvoerden, hun bestemmingsplannen op een adequate manier handhaafden (toezicht), en ervoor zorgdroegen dat in regionale en lokale ruimtelijke plannen het nationale ruimtelijk beleid goed werd doorvertaald (doorwerking). De regionale inspecties werkten binnen het spanningsveld tussen enerzijds de wens van de wetgever om kleine inspecties te hebben die zich bezighielden met de grote lijnen van de ruimtelijke ordening en dus ruimte lieten voor lokale afwegingen en belangen, en anderzijds de plicht tot uitvoering van wettelijk vastgelegde taken waarbij het ruimtelijke ordeningsbeleid van lagere overheden tot in detail moest worden beoordeeld.
Omdat de inspecties in relatie tot hun takenpakket een historisch bepaalde geringe omvang hadden werden een groot aantal verbeterpunten op het terrein van toezicht en doorwerking opgenomen in de Vijfde Nota Ruimtelijke Ordening. Dit leidde ertoe dat in 2001 de taken van de RPD werden verdeeld over het Directoraat-Generaal Ruimte van het ministerie van VROM en het Ruimtelijk Planbureau dat weer later opging in het Planbureau voor de Leefomgeving.

## Rijksinspecties
Nederland kent op dit moment elf rijksinspecties. De rijksinspecties werken samen op tal van werkvelden: op onderwijs en zorg, gaswinning, voedselveiligheid, etc. Dit doen ze voor een effectiever optreden en beter toezicht. Daardoor kan de overheid publieke belangen zoals voedselveiligheid of een schoon milieu beter waarborgen. Verder gaan ze een onnodige stapeling van inspectiebezoeken tegen. De rijksinspecties zijn onderdeel van de departementen en vallen onder de ministeriële verantwoordelijkheid. Tegelijkertijd zijn ze onafhankelijk in de uitvoering van hun toezicht.  
Met de uitvoering van hun toezicht leveren rijksinspecties een bijdrage aan de naleving van wet- en regelgeving, aan de kwaliteit van producten en diensten en het functioneren van overheid zelf. Ook geven rijksinspecties signalen aan het ministerie en de Tweede Kamer over de uitwerking van beleid in de praktijk en over de stand van zaken in een sector. Zij doen dat in de vorm van onderzoeks- en inspectierapporten, jaarrapportages, en publicaties als 'De staat van (een sector)'. Door als tegenkracht binnen de overheid de vinger op de zere plek te leggen maar ook door te benoemen wat goed gaat proberen Rijksinspecties bij te dragen aan vertrouwen tussen publiek en overheid.  